# BH85
『BH85』は森青花の書いたバイオハザード小説。あるいは、その作中に登場する育毛剤。
この小説は1999年の第11回日本ファンタジーノベル大賞の優秀賞を受賞した。

## ストーリー
見る見るうちに髪が生えてくる画期的な育毛剤 BH85 の思わぬ性質と、それに重なった偶然の事故が原因となって人類や地球生命が滅亡していく様子を描く。
独特のタッチと吾妻ひでおのイラストにより悲壮感や緊張感は殆ど無く、キャッチコピーによれば「なごみ系バイオハザード」である。

## 書誌情報
単行本
- BH85 1999/12刊行 ISBN 978-4-1043-3901-3 新潮社

徳間デュアル文庫
- BH85 青い惑星(ほし)、緑の生命(いのち) 2008/8/6刊行 ISBN 978-4-1990-5184-5 徳間書店